# Inmarsat C

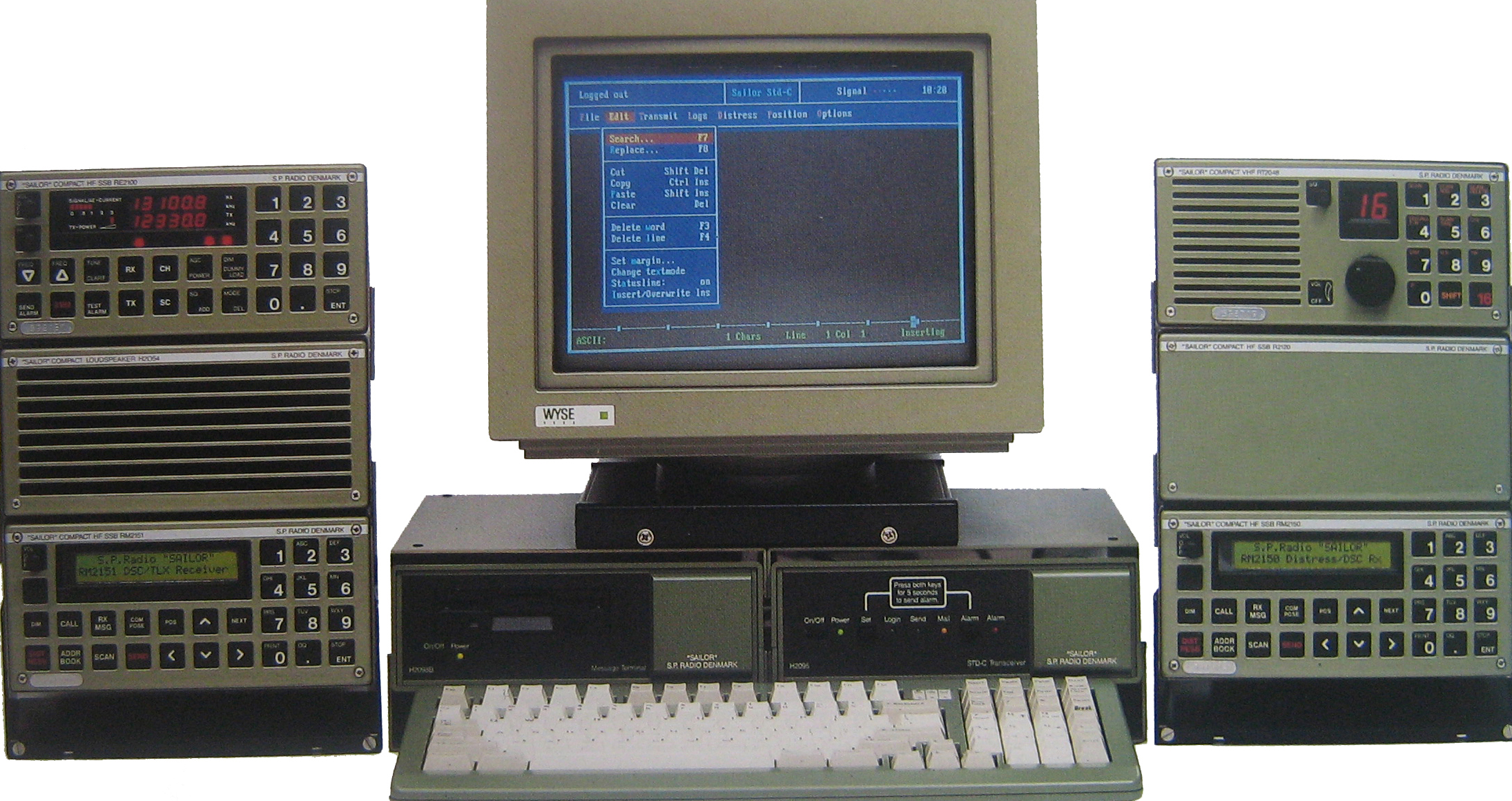
Inmarsat-C-Anlage (mittlere Anlage)

Inmarsat C ist ein Zwei-Wege-Paketdatendienst, der durch das Telekommunikationsunternehmen Inmarsat betrieben wird. Der Dienst ist für den Einsatz unter dem Global Maritime Distress Safety System (GMDSS) zugelassen und erfüllt die Anforderungen der Internationalen Seeschifffahrts-Organisation (IMO) für das Ship Security Alert System (SSAS).
Inmarsat C funktioniert  digital und bietet folgende Kommunikationsmöglichkeiten:
- Telex
- Fax
- Datenübertragung (z. B. Internet)

Durch die Datenübertragung ist auch das Senden und Empfangen von SMS und E-Mails möglich. Weiterhin bietet der Dienst Fernüberwachung, Aktualisierungen für Seekarten, Wetterinformationen, Sicherheitsinformationen (MSI), Sicherheit des Seeverkehrs, GMDSS und SafetyNET- und FleetNet-Dienstleistungen. Inmarsat C bietet keine Telefonie/Sprachübertragung.
Der Dienst wird über eine Inmarsat-C-Transceiver oder einen mini-C-Transceiver mit niedrigerem Stromverbrauch betrieben. Beide bieten den gleichen Service.
Da Inmarsat C mit einem mini-Transceiver auf relativ geringem Raum betrieben werden kann und Teil des GMDSS ist, ist das System auch für die Sportschifffahrt interessant.
Der Dienst steht für maritime, terrestrische und luftfahrttechnische Nutzung zur Verfügung.